# ألان روشي
ألان روشي (بالإنجليزية: Alan Roach)‏ هو صحفي رياضي أمريكي، ولد في 29 مارس 1966 في سلايتون في الولايات المتحدة.